# 상희학교
상희학교는 경상북도 상주시 남성동에 있는 공립 특수학교이다. 지적장애 학생을 위한 특수교육기관으로 유치부, 초등부, 중학부, 고등부, 전공과를 두고 있다.

## 연혁
- 1986년 6월 9일 : 상희학교 설립 인가
- 1986년 9월 1일 : 개교 (유치원 1학급, 초등학교 4학급, 중학교 2학급)
- 1987년 3월 1일 : 초등학교 2학급, 중학교 2학급 증설, 11학급 편성
- 1988년 3월 1일 : 경상북도교육청 지정 특수교육 시범학교 지정 / 초등학교 2학급,중학교 2학급 증설, 15학급, 초등학교 2학급, 고등학교 2학급 증설, 19학급 편성
- 1989년 10월 19일 : 경상북도교육청 지정 특수교육 시범학교 공개
- 1990년 3월 1일 : 초등학교 2학급, 고등학교 2학급 증설 , 23학급 편성
- 1991년 10월 18일 : 교육부 지정 특수교육 연구학교 공개
- 1995년 10월 12일 : 경상북도교육청 지정 특수학교 교육과정 편성 시범학교 공개
- 1998년 9월 1일 : 새학교 문화,창조 수범학교 지정
- 2000년 3월 1일 : 경상북도교육청 지정 특수교육 시범학교(통합교육)
- 2000년 12월 2일 : 전공과 설치 인가
- 2001년 9월 25일 : 경상북도교육청 지정 특수교육 시범학교 운영 보고회
- 2001년 10월 30일 : 다목적교실 운영
- 2006년 3월 1일 : 경상북도교육청 지정 교무업무시스템 시범학교 지정
- 2007년 11월 23일 : 경상북도교육청 지정 교무업무시스템 시범학교 보고회
- 2007년 12월 20일 : 경상북도 특수학교 기관평가 우수학교 수상
- 2010년 3월 1일 : 경상북도교육청 지정 특수학교 시범학교 지정
- 2010년 12월 8일 : 경상북도 특수학교 학교평가 우수학교 수상
- 2011년 3월 1일 : 경상북도교육청 지정 특수교육 시범학교 운영
- 2016년 3월 1일 : 교육부 요청 경상북도교육청 지정 자유학기제 정책연구학교 운영
- 2017년 2월 16일 : 초등학교 31회, 중학교 30회, 고등학교 26회, 전공과 15회 졸업
- 2017년 3월 1일 : 제10대 이수갑 교장 부임
- 2017년 3월 1일 : 23학급 편성(유치원 1학급, 초등학교 6학급, 중학교 6학급, 고등학교 6학급, 전공과 4학급)